# Пухенау
Пухенау (нем. Puchenau) — коммуна (нем. Gemeinde) в Австрии, в федеральной земле Верхняя Австрия.
Входит в состав округа Урфар. Население составляет 4535 человек (на 31 декабря 2005 года). Занимает площадь 8,18 км². Официальный код — 41 618.

## Политическая ситуация
Бургомистр коммуны — Вольфганг Хадерер (АНП) по результатам выборов 2003 года.
Совет представителей коммуны (нем. Gemeinderat) состоит из 31 места.
- АНП занимает 14 мест.
- СДПА занимает 11 мест.
- Зелёные занимают 5 мест.
- АПС занимает 1 место.